# Чернин (Гомельская область)
Чернин (бел. Чэ́рнін) — деревня в Николаевском сельсовете Светлогорского района Гомельской области Беларуси.
На севере граничит с лесом.

## География

### Расположение
В 52 км на запад от Светлогорска, 50 км от железнодорожной станции Светлогорск-на-Березине (на линии Жлобин — Калинковичи), 162 км от Гомеля.
Планировка состоит из прямолинейной улицы, ориентированной с юго-запада на северо-восток, к которой с севера присоединяются 2 переулка, с юга — короткая улица. Застройка двусторонняя, деревянная, усадебного типа.

### Гидрография
На юге сеть мелиоративных каналов.
Протекает река Ипа левый приток Припяти. Длина — 109 км, площадь бассейна — 1010 км², среднегодовой расход воды в устье — 5,9 м³/с.
На востоке озеро Мох.

## Транспортная сеть
Транспортные связи по просёлочной, затем автомобильной дороге Паричи — Озаричи. Автобусное сообщение с г. п. Паричи, г. Светлогорск.

## История
Основана предположительно в XVI веке в Речицком повете Минского воеводства Великого княжества Литовского (1 июля 1569 г. объединилось с Польским Королевством в Речь Посполитую). В описе Бобруйского староства 1639 года обозначена как село Чернино государственного Паричского двора (поместья): 16 дворов (3 службы, 22 волоки земли), церковь.
После 2-го раздела Речи Посполитой (1793 год) в составе Российской империи. С 1795 центр волости (до 17 июля 1924 года) Бобруйского уезда Минской губернии.
В 1863 году открыто народное училище, которое размещалось в наёмном крестьянском доме, в 1878 году для него построено отдельное здание. В 1886/87 учебном году в училище было 67 учеников, в том числе 14 девочек.
На месте старой в 1868 году построена новая, на кирпичном фундаменте, деревянная Георгиевская церковь, в архиве которой сохранялись метрические книги и приходские реестры с 1801 года.
В 1880 году в Чернинской волости 27 селений, 1783 жителя. В 1885 году работали 2 мельницы; в волость входили 23 селения с 442 дворами. Согласно переписи 1897 года действовали хлебозапасный магазин, постоялый двор.
После 1917 г. на базе народного училища образована трудовая школа I ступени, в 1922/23 уч. году в ней было 24 ученика.
С 20 августа 1924 года до 12 июля 1973 года Чернин — центр Чернинского сельсовета Паричского, с 29 июля 1961 года Светлогорского районов Бобруйского (до 26 июля 1930 года) округа, с 20 февраля 1938 года Полесской, с 20 сентября 1944 года Бобруйской, с 8 января 1954 года Гомельской областей.
В 1930-е годы организован колхоз «Чырвоная зорка», работала кузница. Во время Великой Отечественной войны оккупанты создали в деревне свой опорный пункт, разгромленный партизанами в 1943 году. В июне 1944 года каратели сожгли 162 двора, убили 61 жителя. Освобождена от оккупации 24 июня 1944 года, в первый день наступления 65-й армии 1-го Белорусского фронта во время операции «Багратион». В боях за деревню и в окрестностях погибли 879 советских воинов и партизан (похоронены в братской могиле в центре деревни, среди похороненных — эпипаж самолета Героя Советского Союза старшего лейтенанта С. Л. Краснопёрова, в 1958 г. здесь установлен памятник — скульптура воина).

## Население

### Численность
- 2013 год — 45 хозяйств, 81 жителей

### Динамика
- 1885 год — 53 двора, 514 жителей
- 1897 год — 76 дворов 463 жителя (согласно переписи)
- 1908 год — 79 дворов, 530 жителей
- 1917 год — 100 дворов, 676 жителей
- 1925 год — 136 дворов
- 1926 год — 148 дворов, 711 жителей
- 1940 год — 165 дворов, 672 жителя
- 1959 год — 516 жителей (согласно переписи)
- 1997 год — 79 дворов, 139 жителей
- 2003 год — 59 дворов, 111 жителей[2]
- 2004 год — 57 хозяйств, 107 жителей
- 2013 год — 45 хозяйств, 81 жителей

## Достопримечательность

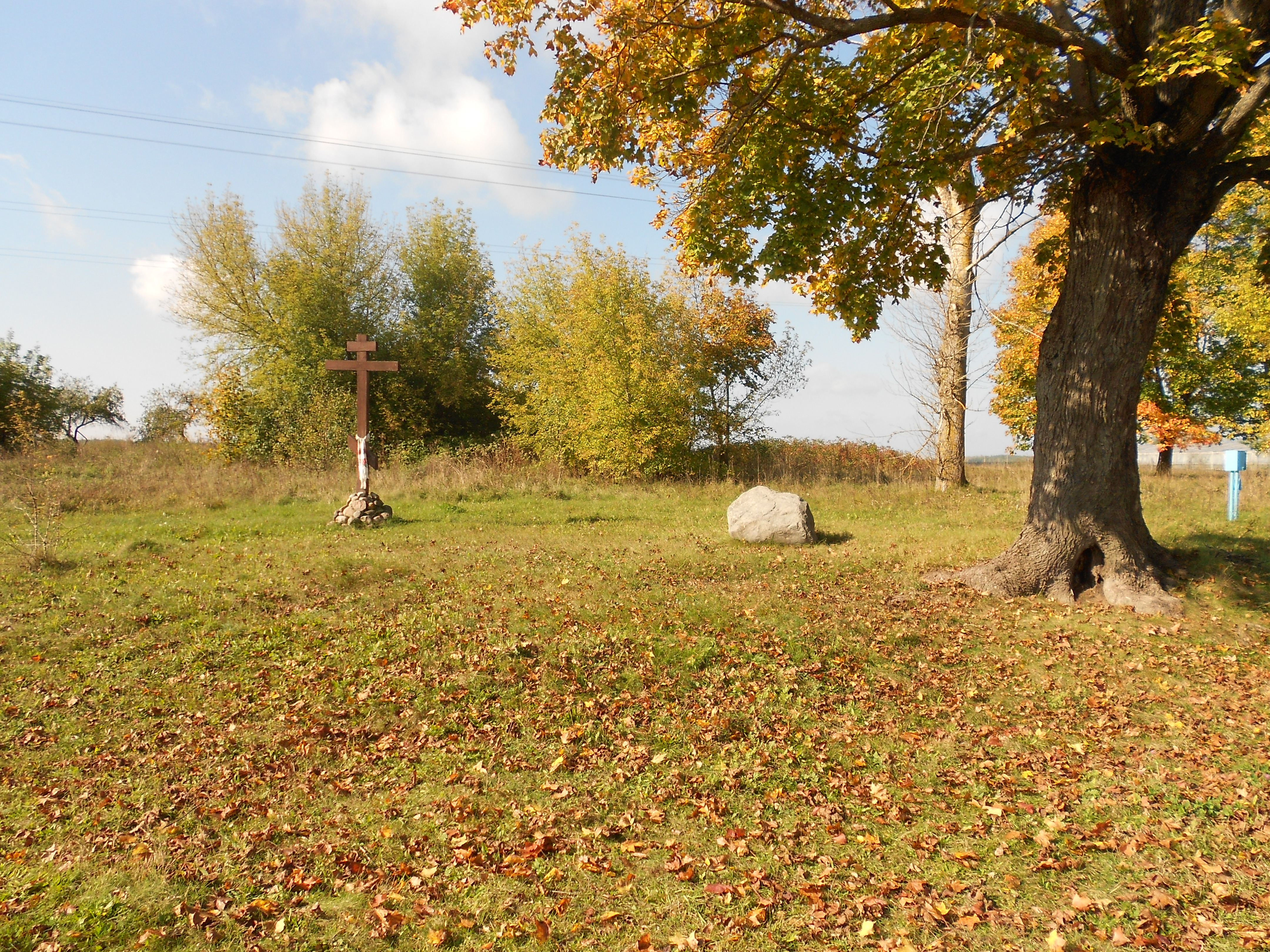
Церковище (место бывшего храма)

- Братская могила (1944) —  Историко-культурная ценность Республики Беларусь, шифр 313Д000784
- Церковище (место бывшего храма)

## Известные уроженцы
- Дудко, К. А. — один из организаторов партизанского движения на Гомельщине во время Великой Отечественной войны, комиссар партизанского отряда имени Кирова, секретарь Паричского подпольного РК КП(б)Б
- Шимановский, Александр Никифорович — этнограф и фольклорист, пушкинист, педагог